# Протоботропс жовто-зелений
Протоботропс жовто-зелений (Protobothrops flavoviridis) — отруйна змія з роду Протоботропс родини Гадюкові. Має 2 підвиди. Інша назва «габу».

## Опис
Загальна довжина коливається від 1,2—1,5 до 2,5 м. Вага 2—3,5 кг. Голова велика, досить пласка, трикутна. Тулуб м'язистий. Хвіст нечіпкий. Забарвлення світло—оливкове або жовтувато—зелене з темними плямами. Черево білуватого кольору.

## Спосіб життя
Полюбляє гірські ліси, луки, оброблені землі та околиці селищ. Добре лазить по деревах. Активний вночі. Харчується щурами, птахами, зрідка зміями та жабами. Молоді особини живляться ящірками та жабами.
Це яйцекладна змія. Самиця відкладає від 3 до 18 яєць.
Досить агресивна змія. Хоча укуси відбуваються досить часто, випадки загибелі людей від укусу рідкі. Смертність становить 1—2%.

## Розповсюдження
Мешкає на островах Окінава й Амамі.

## Підвиди
- Protobothrops flavoviridis flavoviridis
- Protobothrops flavoviridis tinkhami